# Pimen I
El Patriarca Pimen I (en rus: Пимен I, nascut Serguei Mikhàilovitx Izvékov), (Bogorodsk, prop de Moscou, 23 de juliol de 1910 - 3 de maig de 1990) va ser el catorzè Patriarca de Moscou i tota Rússia i cap de l'Església Ortodoxa Russa. Des de 1925 va ser monjo en diversos monestirs (Zagrosk, Poskov), essent ordenat sacerdot el 1932. El 1958 fou ordenat bisbe. Ja com a membre del Sant Sínode, va ser nomenat metropolità de Sant Petersburg (aleshores coneguda com a Leningrad) i Staraya Làdoga el 1961. El 1971 va succeir el Patriarca Alexis I. Tota la vida eclesiàstica de Pimen I es va desenvolupar sota el règim comunista i oficialment ateu de la Unió Soviètica, amb les autoritats de la qual va intentar mantenir un delicat equilibri, evitant una confrontació excessiva que posés en perill a l'Església, i alhora procurant assolir un cert marge de llibertat religiosa en un ambient hostil. Pimen va rebre la medalla soviètica de la pau dos anys (1969, 1971) i el 1970 va ser guardonat amb la medalla d'or per lluitar per la pau ("Борцу за мир"), atorgada pel Comitè soviètic per a la defensa de la pau. Pimen va ser membre del Consell Mundial de la Pau des de 1963. Curiosament per a un teòric enemic del règim soviètic, el 1961 va rebre l'Orde de la Bandera Roja del Treball (орден Трудового Красного Знамени), una de les majors condecoracions de l'època. El 1988 va organitzar la històrica celebració dels mil anys del Baptisme de Rússia. A la seva mort li va succeir el Aleix II (Rídiguer).